# Philosycus
Philosycus is een geslacht van vliesvleugeligen uit de familie Pteromalidae. De wetenschappelijke naam van dit geslacht is voor het eerst geldig gepubliceerd in 1969 door Wiebes.

## Soorten
Het geslacht Philosycus omvat de volgende soorten:
- Philosycus cadenati (Risbec, 1951)
- Philosycus collaris Wiebes, 1969
- Philosycus monstruosus (Grandi, 1921)